# アタザナビル
アタザナビル(Atazanavir)は商標名のレイアタッツ(Reyataz)として販売されており、抗レトロウイルス薬としてHIV/AIDSの治療と予防に用いられる医薬品である。一般的に他の抗レトロウィルス薬との併用が勧められる。穿刺傷害やその他の潜在する感染経路との曝露後の予防に用いられる。投与法は1日1回の経口である。
一般的な副作用は頭痛、吐き気、皮膚の黄色化、腹痛、 不眠症、発熱があげられる。重度の副作用にはむくみを伴った紅斑などの発疹や高血糖症があげられる。アタザナビルの妊娠中の投与は安全とされる。アタザナビルはプロテアーゼ阻害剤 (PI)に分類され、HIVプロテアーゼを阻害する作用によって効果がある。
アタザナビルが米国で医薬品として承認されたのは2003年である。世界保健機関の必須医薬品リストに掲載される最も効果的で安全な医療制度に必要とされる医薬品である。米国では後発医薬品としては入手できない。開発途上国での卸価格は1か月分で約$15.72米ドルである。2015年の米国での一般的な1か月分の治療薬の値段は$200米ドル以上である。